# Anagale
Anagale gobiensis
Genre
Espèce
Anagale est un genre aujourd'hui éteint de mammifères ayant vécu au début de l'Oligocène en Mongolie. Ses plus proches parents actuels sont les rongeurs et les lagomorphes.

## Présentation
Il mesurait environ 30 cm de long et ressemblait à un lapin mais avec une longue queue. En outre, l'observation de ses pattes arrière montre qu'il marchait, et ne sautait pas. À en juger par ses larges griffes, il creusait pour se nourrir, cherchant des animaux comme des coléoptères souterrains et des vers. Les fossiles portent de fortes dents montrant qu'ils mangeaient de la terre, d'autres indiquant qu'ils mangeaient des invertébrés souterrains.